# Hamza Barhumi
Hamza Barhumi –en árabe, حمزة برهومي– (nacido el 10 de mayo de 1991) es un deportista tunecino que compite en judo. Ganó tres medallas en el Campeonato Africano de Judo entre los años 2013 y 2016.

## Palmarés internacional
| Campeonato Africano | Campeonato Africano | Campeonato Africano | Campeonato Africano |
| Año                 | Lugar               | Medalla             | Categoría           |
| ------------------- | ------------------- | ------------------- | ------------------- |
| 2013                | Maputo (Mozambique) | Medalla de plata    | –73 kg              |
| 2015                | Libreville (Gabón)  | Medalla de bronce   | –73 kg              |
| 2016                | Túnez (Túnez)       | Medalla de bronce   | –73 kg              |